# José María Azcárraga Fesser
José María Azcárraga Fesser (Madrid, 1882 - Valencia, 1924) fue un militar y político español, diputado a las Cortes Españolas durante la restauración borbónica.

## Biografía
Era hijo del también militar y político Marcelo Azcárraga Palmero y cuñado de Tomás Trénor y Palavicino, primer marqués del Turia. En las elecciones de 1914 fue elegido diputado del Partido Conservador por el distrito de Morella (provincia de Castellón), pero un mes después de la elección el Tribunal Supremo de España propuso la nulidad de la elección, y el su escaño fue ocupado por el liberal Luis Esteban y Fernández del Pozo.